# Scionomia parasinuosa
Scionomia parasinuosa là một loài bướm đêm trong họ Geometridae.